# Indriya
Indriya (zin, zintuig) is een woord in het Sanskriet, dat in het hindoeïsme staat voor tien tattva's (categorieën, principes), die samen met de tattva manas denken, verstand) uit de tattva ahamkára zijn ontstaan. 
De grove zintuigen 'van kennis en handeling' zijn slechts de 'verblijfplaatsen' van de subtiele zintuigen in brahmarandhra in de hersenen.

## Etymologie
Indra (jivatman) is, net als manas, de 'Heer der zinnen'. De zinnen zijn Indra's instrumenten, vandaar 'indriya's'.

## Jnanendriya's
De jnanendriya's (zintuigen van kennis, jnana ) zijn:
- ogen
- oren
- huid
- tong
- neus

## Karmendriya's
De karmendriyas (zintuigen van handeling, 'karma') zijn:
- spraak
- handen
- voeten
- voortplantingsorganen
- organen van secretie

## Werking
De grove en subtiele zintuigen staan met 'zintuiglijke kanalen' in verband met manas (denken) en buddhi (intellect) in het hoofd en met citta (denkstof) en ahamkára in anandamaya kosha in het hart. De individuele jivatman (individuele purusha, ziel, geest) verblijft in citta. Door de stralen van manas worden samskara's (indrukken) uit citta overgebracht aan buddhi, die grove indrukken doorgeeft aan manas en de zinnen, waardoor 'genot' wordt ervaren. De zintuigen geven signalen aan manas, die ze doorgeeft aan buddhi, die ze bezorgt aan jivatman. Buddhi analyseert en beredeneert en geeft een oordeel. Manas 'geeft en neemt' en is 'snel als tijd zelf'. De subtiele indriya's liggen in een bol van vijf tanmatra's (subtiele elementen), pancatanmatramanadala. 
Op deze manier maakt de bewoner, de ziel, gebruik van een instrumentarium en een scala aan kosha's (omhulsels, lichamen) om de werking van prakriti (natuur, oer-materie, stof) te beschouwen en te genieten. Prakriti op haar beurt schenkt purusha (de ziel) gelegenheid om zich van de vereniging te bevrijden, door nauwkeurig onderscheid te maken tussen de 25 tattva's: wat purusha is en wat prakriti. Alleen kennis hieromtrent leidt de yogi via het 'pad van Yoga' tot kaivalya, moksha (bevrijding, verlossing). 